# Oophytum
Oophytum es un  género de plantas suculentas perteneciente a la familia Aizoaceae, endémico de Sudáfrica. Tiene dos especies.

## Descripción
Es una pequeña planta de hojas carnosas perennes que crecen en forma de tapiz y que alcanza los 10 cm de altura. Soportan bien la sequía. Produce unas flores de color púrpura-rosado.

## Taxonomía
El género fue descrito por  Nicholas Edward Brown, y publicado en The Gardeners' Chronicle & Agricultural Gazette ser. 78: 413. 1925. La especie tipo es: Oophytum oviforme

## Especies
- Oophytum nanum
- Oophytum oviforme